# Kosta Blanka
Kosta Blanka (šp. Costa Blanca, doslovno "Bela obala") je neformalan naziv za obalski region španske provincije Alikante, pokrajina Valensija.
Proteže se od opštine Denia na severu do opštine Pilar de la Horadada na jugu i obuhvata preko 200 kilometara obale. Najveće mesto u regionu je Alikante, a među mnogim turističkim mestima, najpopularnije je Benidorm.

## Spoljašnje veze
- Kosta Blanka, zvaničan sajt uprave provincije Alikante namenjen turistima